# Tom Pidcock
Thomas « Tom » Pidcock, né le 30 juillet 1999 à Leeds, est un coureur cycliste britannique. Coureur polyvalent, il pratique avec succès le cyclo-cross, le cyclisme sur route, le VTT et a également fait de la piste.
Il est sacré double champion olympique de VTT cross-country lors des Jeux olympiques de 2020 à Tokyo et de 2024 à Paris. il est également champion du monde de cyclo-cross en 2022 à Fayetteville, champion du monde de VTT cross-country en 2023 à Glasgow et champion d'Europe de VTT cross-country en 2022 et 2025. Sur route, il est lauréat des Strade Bianche en 2023, de l'Amstel Gold Race en 2024 et d'une étape du Tour de France 2022 au sommet de l'Alpe d'Huez. Il est également multiple champion du monde dans les catégories de jeune et champion de Grande-Bretagne de cyclo-cross en 2019 et 2020. 

## Biographie

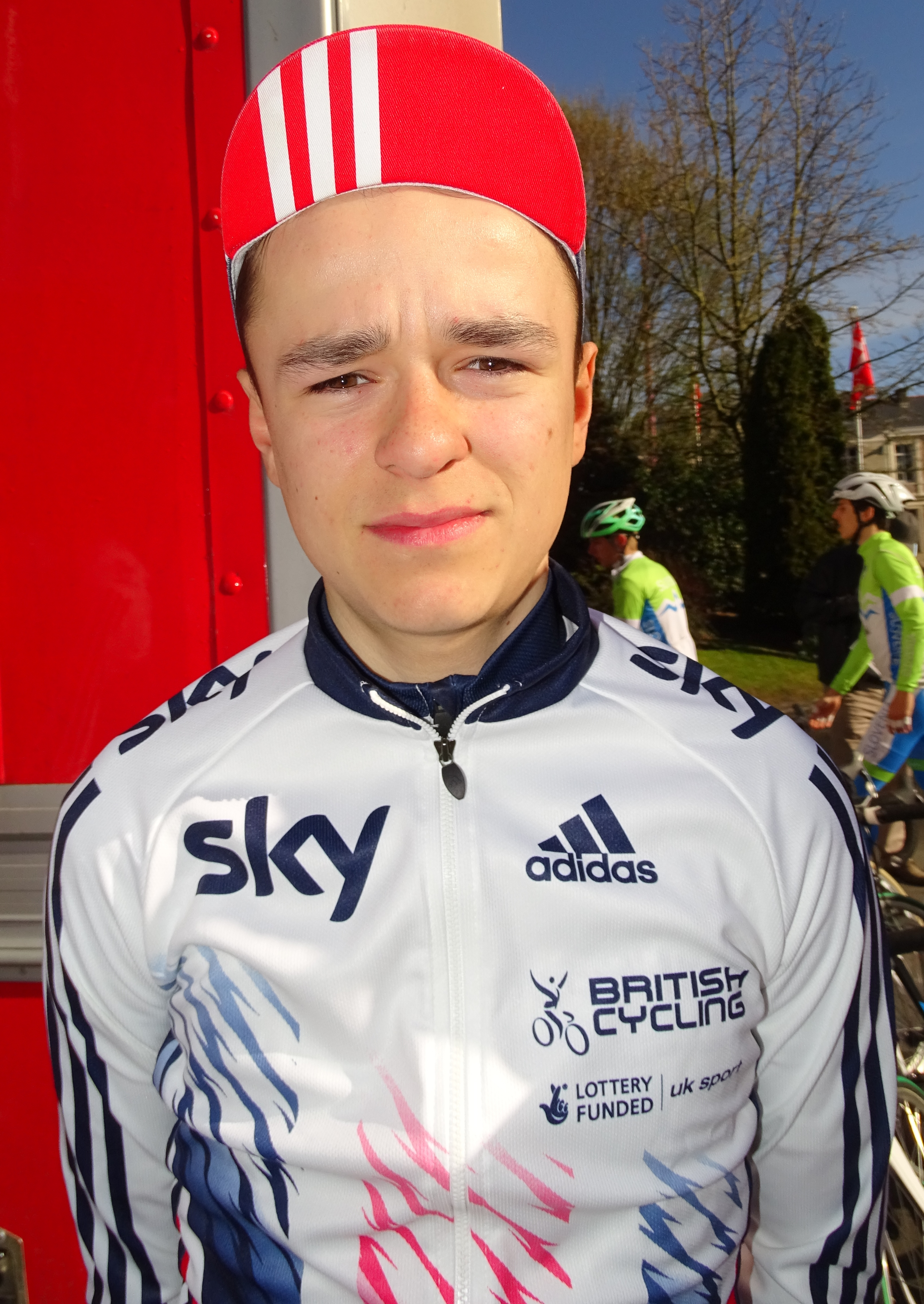
Tom Pidcock au départ de Paris-Roubaix juniors en 2016, qu'il remporte l'année suivante.

### Des débuts prometteurs
En 2015, Tom Pidcock est sélectionné pour participer au Festival olympique de la jeunesse européenne. Chez les juniors (moins de 19 ans), il obtient plusieurs résultats au cours de la saison de cyclo-cross 2015-2016. Il est notamment deuxième d'une manche de la Coupe du monde juniors (le Grand Prix Adrie van der Poel) et cinquième du championnat du monde de cyclo-cross juniors. Lors de la saison suivante, il se révèle comme l'un des meilleurs juniors de sa génération. En septembre 2016, il remporte en solitaire une victoire sur route, La Philippe Gilbert Juniors. Par la suite, il se concentre sur la saison cyclo-cross 2016-2017. En octobre, il remporte le Superprestige de Zonhoven, puis devient champion d'Europe de cyclo-cross juniors à Pontchâteau, avec 14 secondes d'avance sur le Français Nicolas Guillemin,. Par la suite, il gagne plusieurs cyclo-cross, dont deux manches de la Coupe du monde juniors. Ses performances attirent l'attention de Sven Nys, l'ancien champion du monde, devenu manager de l'équipe Telenet-Fidea Lions, qui cherche à le faire signer. Dans la perspective des mondiaux de cyclo-cross 2017, Pidcock devient champion de Grande-Bretagne de cyclo-cross juniors à Bradford. Avec sa forme, il fait figure de favori du championnat du monde de cyclo-cross espoirs,. Lors d'une course glaciale à Bienne, au Luxembourg, Pidcock prend la tête devant le Français Maxime Bonsergent au deuxième des cinq tours de la course. Il se maintient en tête pour le reste de la course et devient le premier junior britannique titré depuis Roger Hammond en 1992. Les coéquipiers de Pidcock, Dan Tulett et Ben Turner complètent un podium 100 % britannique. Après sa victoire, les médias belges l'ont comparé à un « mini-Sagan », en référence à Peter Sagan.

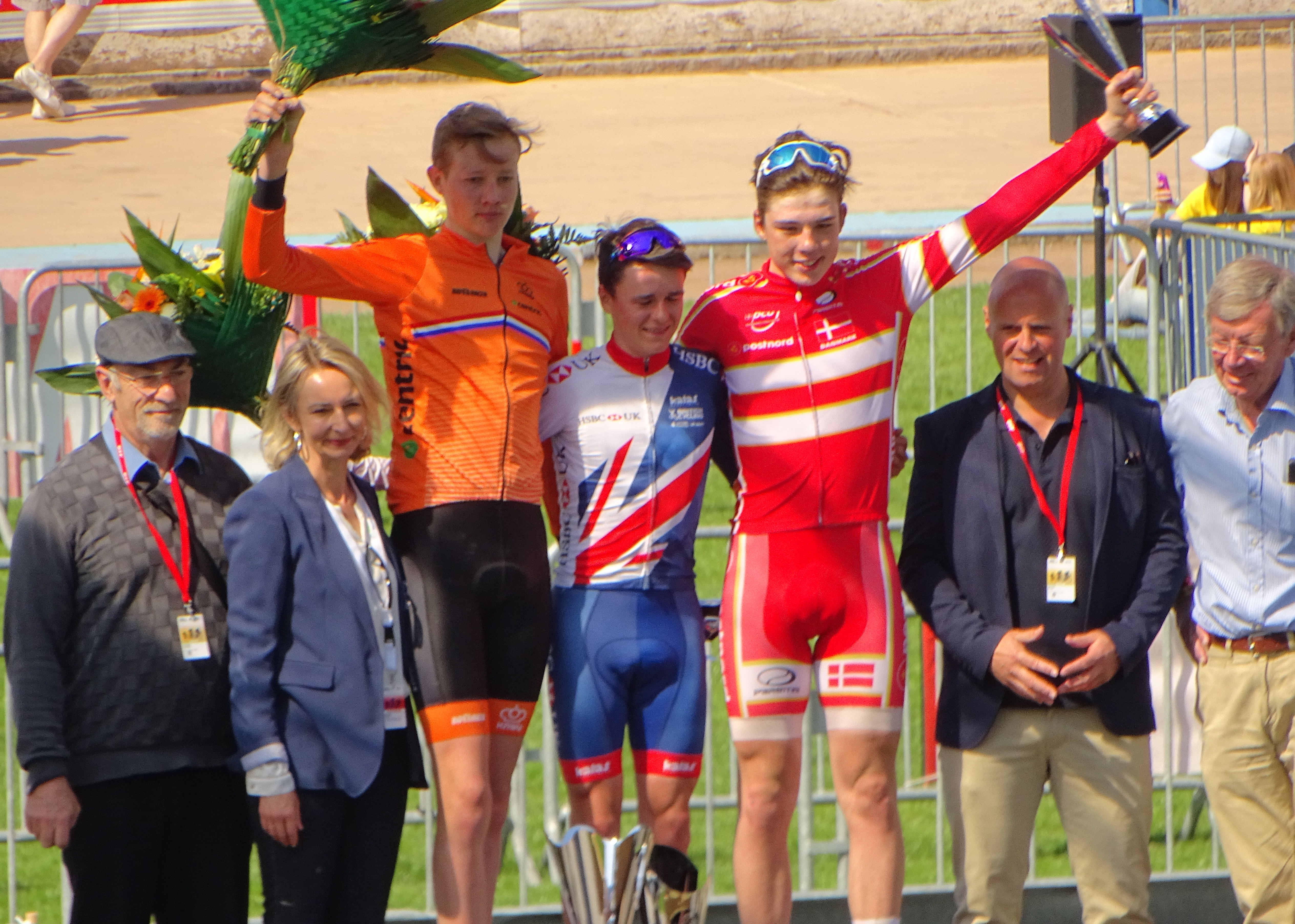
Podium de l'édition 2017 de Paris-Roubaix juniors : Daan Hoole (2e), Thomas Pidcock (1er) et Mathias Larsen (3e).

En avril 2017, il remporte le réputé Paris-Roubaix juniors. En mai, alors qu'il roule pour l'équipe PH Mas-Paul Milnes-Oldfield, il devient le premier coureur invité à remporter une manche individuelle des Tour Series. Il s'impose en solitaire à Durham,. En juillet, il devient à seulement 17 ans champion de Grande-Bretagne du critérium, après une attaque lors de la montée finale dans le dernier tour. Il devance Harry Tanfield et Jonathan Mould. Il gagne ensuite le Tour du Pays de Galles juniors, puis le Grand Prix Rüebliland. Le 19 septembre, il est sacré champion du monde du contre-la-montre juniors en Norvège.

### 2017-2018: Telenet-Fidea Lions
Début juin 2017, Pidcock annonce qu'il rejoint l'équipe Telenet-Fidea Lions à partir d'octobre, pour un contrat de deux ans. Il fait ses débuts chez les élites lors du Polderscross, où il se classe neuvième à 77 secondes du vainqueur Mathieu van der Poel. Le week-end suivant, il décroche sa première victoire pour l'équipe, lors de la troisième manche du Superprestige espoirs, le Niels Albert CX, organisé à Boom. Il termine en solitaire avec huit secondes d'avance sur le deuxième Adam Ťoupalík. Le 22 octobre, il prend de nouveau le dessus sur Ťoupalík lors de la première manche de la Coupe du monde de cyclo-cross espoirs à Coxyde. En novembre, il est vice-champion d'Europe de cyclo-cross espoirs à Tábor. Le Belge Eli Iserbyt le bat au sprint sur la ligne d'arrivée, mais Pidcock qui a levé le bras en signe de protestation, affirme qu'Iserbyt a effectué un sprint irrégulier, le poussant contre les barrières,. En décembre, il est annoncé que Pidcock rejoint l'équipe Wiggins pour les courses sur route en 2018. Le 26 décembre, il remporte sa quatrième manche de Coupe du monde espoirs en autant de départs, lors du Grand Prix Eric De Vlaeminck organisé sur le Circuit de Zolder. Avec cette victoire, il est assuré de remporter le général de la Coupe du monde, car les quatre meilleurs scores d'un coureur (sur sept courses) sont conservés au classement. Il remporte par la suite trois nouvelles manches du Superprestige espoirs et devient champion de Grande-Bretagne de cyclo-cross espoirs. Annoncé avec Eli Iserbyt comme le favori des mondiaux de cyclo-cross espoirs 2018, il se classe seulement 15e d'une course remportée par son rival,. En août 2018, il annonce rejoindre une nouvelle équipe britannique de cyclo-cross nommée TP Racing. En septembre, il participe au Tour de Grande-Bretagne où sont présentes des équipes World Tour et se classe notamment sixième de la sixième étape.

### 2019-2020: la confirmation

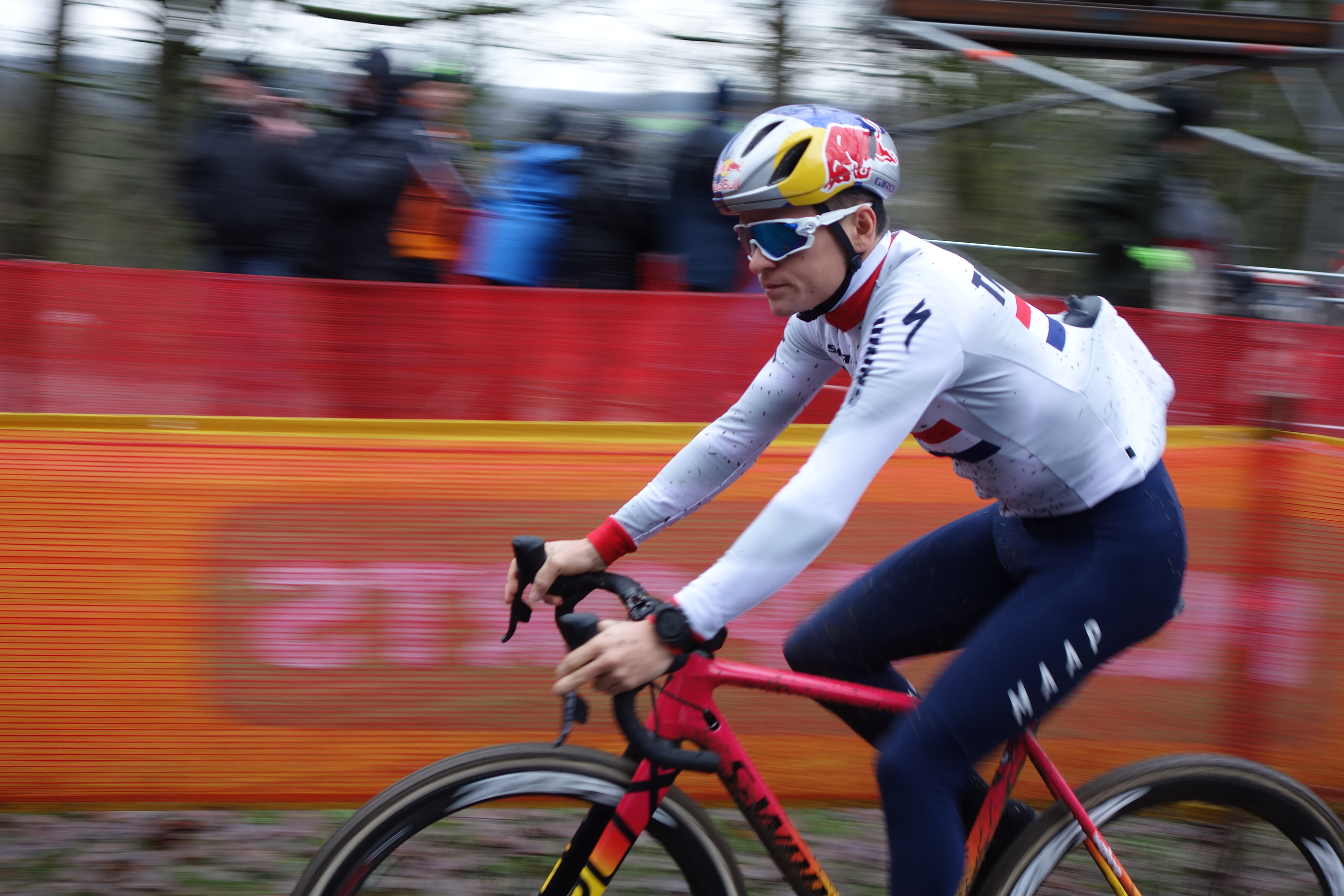
Pidcock en action sur le cyclo-cross de Namur en décembre 2019.

Lors de la saison de cyclo-cross 2018-2019, il domine la catégorie des espoirs (moins de 23 ans). Il est champion du monde, champion d'Europe et décroche à 19 ans le titre national britannique chez les élites. Il gagne également quatre manches et le général de la Coupe du monde espoirs, ainsi que le général du Superprestige espoirs. Il connait ensuite le succès sur route. Il s'adjuge une étape du  Triptyque des Monts et Châteaux, puis deux courses prestigieuses du calendrier des espoirs :  Paris-Roubaix espoirs après un raid en solitaire de 20 kilomètres (deux ans après sa victoire dans la version juniors) et le Tour Alsace avec son étape reine qui se termine à La Planche des Belles Filles. Il prouve alors qu'il est aussi bien à l'aise sur les pavés, en contre-la-montre que dans les cols. Il réussit sa transition en devenant  champion de Grande-Bretagne de cross-country espoirs à l'issue d'un sprint à trois en fin de la course. Favori du Tour de l'Avenir, il abandonne la course après une chute, malgré un début de course réussi. Fin septembre, à domicile, il est au sprint troisième du championnat du monde sur route espoirs, après la disqualification du vainqueur Nils Eekhoff pour abri prolongé derrière un véhicule,.
Fin 2019, l'équipe Wiggins s'arrête, mais il décide de ne pas rejoindre une équipe World Tour malgré les nombreuses offres qui lui ont été faites, voulant s'épanouir et continuer à prendre part à plusieurs disciplines. TP Racing est renommé Trinity Racing pour la saison de cyclo-cross 2019-2020, Pidcock se préparant pour la première fois à une saison complète avec les élites. Il termine à quatre reprises dans le dix premiers d'une manche de Coupe du monde, avant de décrocher la médaille d'argent aux championnats du monde derrière Mathieu van der Poel et de conserver son titre national. En février 2020, il est annoncé qu'il roulera également pour Trinity Racing sur la route. Après l'interruption de la saison en raison de la pandémie de Covid-19, il fait son retour à la compétition en août, en courant des épreuves de VTT en France. Sur route, il se classe quatrième du championnat d'Europe du contre-la-montre espoirs, avant de dominer le Giro Ciclistico d'Italia, où il gagne trois étapes et le général,. Lors des mondiaux de VTT, il décroche les titres en cross-country à assistance électrique et sur le cross-country espoirs. En novembre 2020, il commence sa saison de cyclo-cross lors du cyclo-cross de Tábor, la première manche de la Coupe du monde de cette saison, où il termine 17e après un mauvais départ et une chute au milieu de la course. Le 13 décembre, il remporte le cyclo-cross d'Asper-Gavere (une manche du Superprestige), sa première grande victoire internationale en cyclo-cross. Il devance Mathieu van der Poel, Toon Aerts et Eli Iserbyt.

### 2021-2024: Ineos Grenadiers

#### 2021: champion olympique de VTT et victoires tout-terrain
En septembre 2020, Ineos Grenadiers annonce que Pidcock a signé un contrat avec l'équipe pour la saison 2021. En janvier 2021, aux championnats du monde de cyclo-cross, il rate de peu une médaille, terminant quatrième, malgré la réduction de l'écart avec le troisième Toon Aerts dans le dernier tour.
Il rejoint officiellement l'équipe Ineos Grenadiers le 1er février. Il connait un début réussi avec l'équipe dans les classiques du printemps, terminant troisième de Kuurne–Bruxelles–Kuurne, cinquième des Strade Bianche et quinzième de Milan-San Remo, où il a attaqué au sein du groupe de tête dans la descente du Poggio. Le 14 avril, il remporte la Flèche brabançonne devant Wout van Aert et Matteo Trentin, pour signer dans un sprint à trois sa première victoire professionnelle. Lors de l'Amstel Gold Race, il se classe deuxième derrière van Aert, battu au sprint à la photo-finish. Il a ensuite pris la sixième place lors de la Flèche wallonne, malgré une chute à 28 km de l'arrivée.
Après les classiques du printemps, il passe aux courses de VTT dans le cadre de sa préparation aux Jeux olympiques de Tokyo, décalés durant l'été 2021. Lors de sa première apparition dans la catégorie élite de la Coupe du monde de VTT à Albstadt, il est passé de sa position de départ (76e) jusqu'à la tête de course au début du troisième tour, pour finalement franchir la ligne d'arrivée en cinquième position. Lors de la deuxième manche de la Coupe du monde à Nové Město en mai, il décroche la victoire, étant le seul coureur à pouvoir suivre le rythme de Mathieu van der Poel pendant les deux premiers tours, avant d'attaquer le coureur néerlandais lors du troisième et franchir la ligne d'arrivée avec une minute d'avance sur Van der Poel. Grâce à ses performances et à celles du Roumain Vlad Dascalu, il parvient à décrocher sur le fil un quota pour son pays pour l'épreuve de cross-country VTT des Jeux olympiques de Tokyo. Le 31 mai, il chute au cours d'un entraînement et souffre d'une fracture à une clavicule nécessitant une intervention chirurgicale. Il manque le Tour de Suisse, mais peut reprendre l'entraînement sur route la semaine suivante. Le 26 juillet, après être parti de la quatrième ligne avec le dossard 29, il remonte l'ensemble de ses concurrents, prend la tête de la course à mi-chemin et franchit la ligne d'arrivée 20 secondes devant Mathias Flückiger pour devenir champion olympique de cross-country VTT. Il s'agit de la toute première médaille olympique pour un cycliste britannique en VTT. Pidcock est également devenu le plus jeune cycliste à remporter un titre olympique en VTT, avec 79 jours de moins que Jenny Rissveds (titrée en 2016). Le 14 août, il prend le départ du Tour d'Espagne, son premier grand tour qu'il termine 67e. Il termine sa saison sur route en prenant la sixième place du championnat du monde sur route. Le 18 décembre, il remporte sa première manche de Coupe du monde de cyclo-cross à Rucphen en devançant le Belge Eli Iserbyt.

#### 2022: champion du monde de cyclo-cross

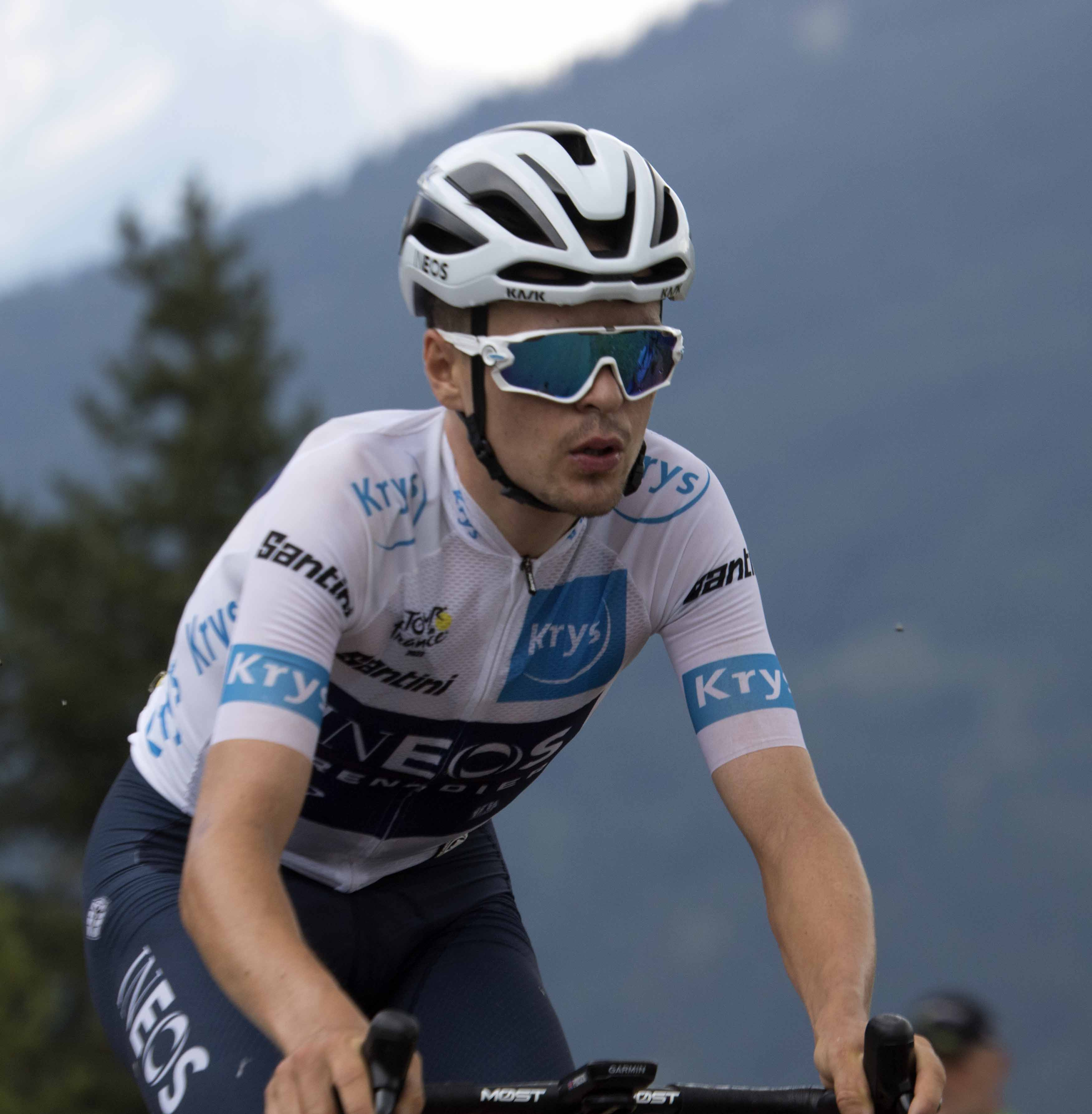
Avec le maillot blanc de meilleur jeune sur le Tour de France 2022.

Fin janvier, en l'absence de Wout van Aert et de Mathieu van der Poel, Tom Pidcock devient pour la première fois de sa carrière champion du monde de cyclo-cross aux États-Unis, à l'issue d'une course en solitaire. Il imite Superman en passant la ligne d'arrivée et devient le premier Britannique champion du monde chez les élites. Il complète sa collection après avoir été champion du monde de cyclo-cross juniors en 2017 et chez les espoirs en 2019.
Son début de saison sur route n'est pas celui attendu, il est en retrait des meilleurs, notamment sur les classiques où il souffre de problèmes d'estomac. Son meilleur résultat est une troisième place sur À travers les Flandres derrière Tiesj Benoot et Mathieu van der Poel. Il termine également cinquième de la Flèche brabançonne remportée par son coéquipier Magnus Sheffield, ainsi que onzième de l'Amstel Gold Race et quatorzième du Tour des Flandres. En mai, il remporte deux manches de Coupe du monde de VTT à Albstadt et Nove Mesto.
En juin, Pidcock doit renoncer à prendre le départ de la sixième étape du Tour de Suisse en raison d'un test positif au SARS-CoV-2. Le 1er juillet, il prend le départ de son premier Tour de France. Le 14 juillet, il s'impose en solitaire au sommet de l'Alpe d'Huez lors de la 12e étape, devant Louis Meintjes et son compatriote Christopher Froome. Il devient à 22 ans, le plus jeune à avoir remporté cette étape mythique du Tour de France et remonte à la 8e place du général. Au cours de la troisième semaine, il perd des places au classement général. Tandis que ses deux leaders terminent dans le top 10 - avec Geraint Thomas troisième et Adam Yates neuvième - Pidcock termine finalement à la seizième place (deuxième du classement des jeunes derrière Tadej Pogačar), ce qui permet à Ineos Grenadiers de remporter le classement par équipes. De retour sur son VTT, il devient le 20 août champion d'Europe de cross-country. Une semaine plus tard, il se présente en favoris aux mondiaux de VTT, où il annonce vouloir gagner un deuxième titre mondial après celui de cyclo-cross, avant de viser le triplé avec le titre sur route. Il ne termine finalement que quatrième de la course à une minute du podium. En septembre, il termine sa saison sur route avec une deuxième place sur le Tour de Grande-Bretagne à trois secondes de Gonzalo Serrano. Il est ensuite forfait pour les mondiaux sur route, ne s'estimant pas à 100 %.

#### 2023: vainqueur des Strade Bianche, champion du monde de VTT cross-country

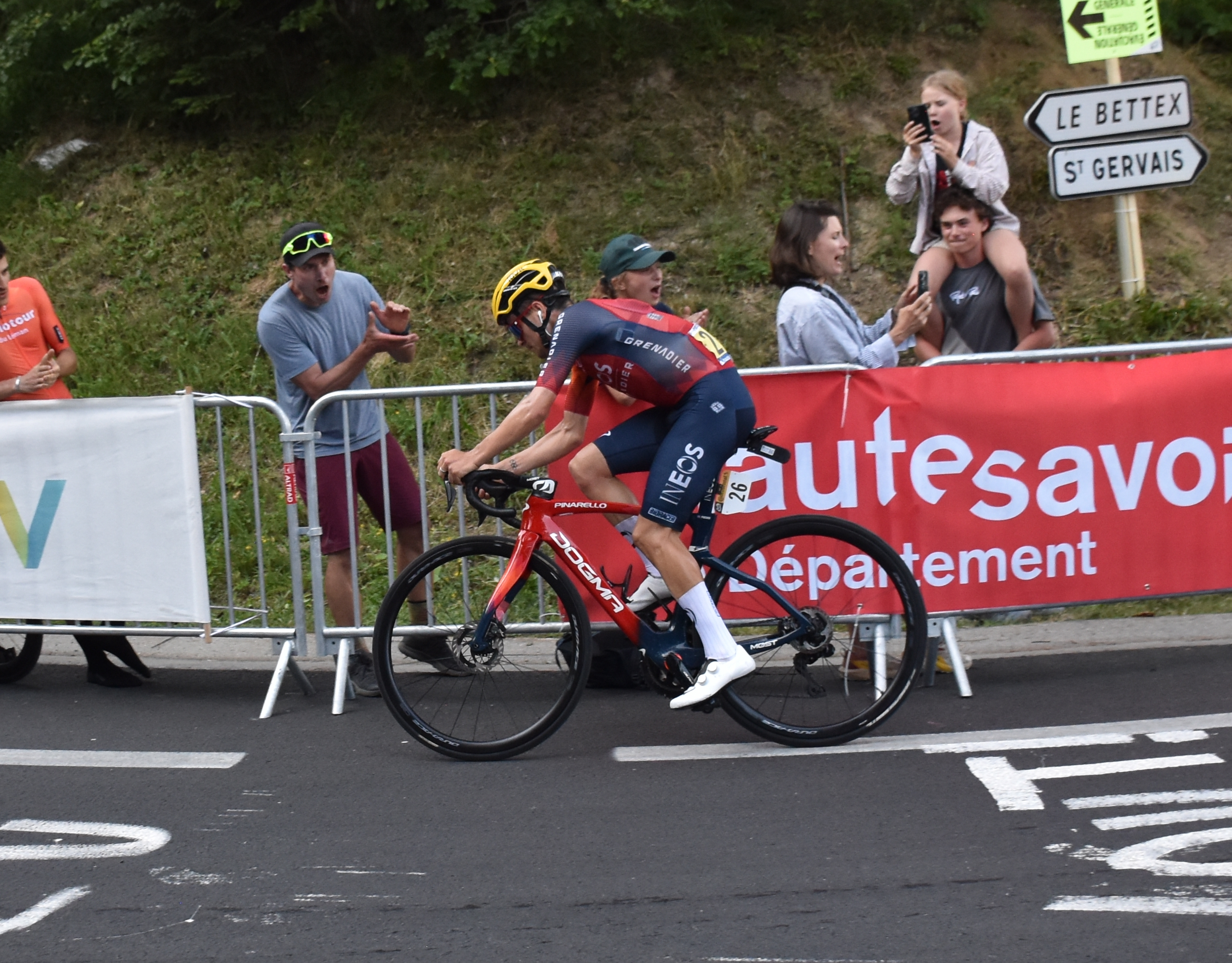
Tom Pidcock lors du Tour de France 2023.

Après avoir renoncé à défendre son titre mondial en cyclo-cross pour préparer la saison sur route, Tom Pidcock reprend la compétition en février à l'occasion du Tour de l'Algarve, il en remporte la quatrième étape à l'Alto de Malhão et s'empare du maillot jaune qu'il doit toutefois céder le lendemain. Cinquième ensuite du Circuit Het Nieuwsblad, il remporte les Strade Bianche en solitaire. Il subit une chute lors de Tirreno-Adriatico et abandonne cette course lors de la septième étape. Atteint d'une « légère commotion cérébrale », il est contraint de renoncer à participer à Milan-San Remo. À l'Amstel Gold Race, il termine troisième derrière Tadej Pogačar et Ben Healy, résistant in extremis au retour des poursuivants. Lors de Liège-Bastogne-Liège, il est le dernier à pouvoir suivre Remco Evenepoel mais, à une trentaine de kilomètres de l'arrivée, il doit laisser filer le Belge champion du monde vers la victoire. Il termine deuxième de la course réglant au sprint un petit groupe de trois coureurs.
De retour en VTT, il participe aux Championnats du monde de VTT 2023 en Écosse où, le 10 août, il obtient la médaille de bronze en cross-country short track derrière le Néo-Zélandais Samuel Gaze et le Français Victor Koretzky. Deux jours plus tard, il devient champion du monde de VTT cross-country en battant Samuel Gaze de 19 secondes et le Suisse décuple champion du monde Nino Schurter de 34 secondes.

#### 2024: deuxième titre olympique en VTT, vainqueur de l'Amstel Gold Race
Tom Pidcock est en début de saison huitième du Circuit Het Nieuwsblad, quatrième des Strade Bianche et neuvième de Tirreno-Adriatico. Il commence avril par une chute lors de la reconnaissance du contre-la-montre du Tour du Pays basque, ce qui l'empêche de prendre part à cette épreuve. Il change alors ses plans et découvre quelques jours plus tard Paris-Roubaix, une course qu'il termine à la 17e position. Une semaine plus tard, il s'impose sur l'Amstel Gold Race.
De retour en mai en VTT, il remporte sa course de reprise en catégorie cross-country à Nové Město na Moravě. C'est sa quatrième victoire consécutive dans cette épreuve tchèque. En juin, après avoir sur route obtenu la sixième place du Tour de Suisse, il remporte en VTT à Crans-Montana la course short-track puis le cross-country olympique. Sur le Tour de France, deuxième de la neuvième étape après avoir été devancé par Anthony Turgis, il présente ensuite des symptômes du Covid-19 qui l'amènent à ne pas prendre le départ de la quatorzième étape. Lors de la course olympique de cross-country, Pidcock attaque et se retrouve en tête avec le Français Victor Koretzky durant le troisième tour de l'épreuve. Retardé par une crevaison, il revient sur le Français en compagnie du Sud-Africain Alan Hatherly. Lors du dernier tour, Koretzky distance un temps ses adversaires, Pidcock revient et un contact entre les deux coureurs se produit lors du dépassement de Koretzky par Pidcock, ce qui permet au Britannique de distancer le Français et de remporter son deuxième titre olympique. En fin de saison, après une deuxième place au Tour d'Émilie, Pidcock est écarté par son encadrement du Tour de Lombardie à la veille du départ de l'épreuve alors que le coureur se considère en « pleine forme » dans un contexte de relations détériorées entre le coureur et sa formation. Le 4 décembre est annoncée la résiliation, à la fin de la saison, du contrat liant initialement Tom Pidcock à l'équipe Ineos Grenadiers jusqu'à 2027.

### Depuis 2025: engagement chez Q36.5
Le 6 décembre 2024, la formation suisse de deuxième division Q36.5 annonce le recrutement de Tom Pidcock avec un contrat s'étendant jusqu'en fin d'année 2027. Le coureur britannique devient le chef de file de sa nouvelle équipe. Tom Pidcock décide de ne pas participer à la saison de cyclo-cross afin d’avoir davantage de temps pour s'intégrer dans son équipe. 

#### 2025
Le coureur britannique reprend la compétition à la fin du mois de janvier lors de l'AlUla Tour. Il prend la tête du classement général après avoir remporté la deuxième étape. Il s'impose à nouveau lors de la quatrième étape puis remporte le classement général, ce qui constitue sa première victoire dans une course par étapes depuis son passage chez les professionnels. Le 8 mars, il est le seul à pouvoir tenir tête à Tadej Pogačar aux Strade Bianche mais il doit laisser filer le Slovène à 18,5 kilomètres de l'arrivée et termine à la deuxième place à Sienne. Plus tôt dans la course, il a fait preuve de fair-play en attendant Pogačar qui avait chuté et concédé une trentaine de secondes.
Reprenant le VTT en juillet à l'occasion de la sixième étape de la Coupe du monde disputée à Pal Arinsal, il y remporte l'épreuve de cross-country devant le Français Luca Martin. Deux semaines plus tard, il remporte le championnat d'Europe de la discipline. En août, sur route, il remporte l'étape reine de l'Arctic Race of Norway dont il termine deuxième au classement général derrière Corbin Strong.

## Palmarès

### Palmarès en cyclo-cross
| - 2015-2016 - 5e du championnat du monde de cyclo-cross juniors - 8e du championnat d'Europe de cyclo-cross juniors - 2016-2017 - Champion du monde de cyclo-cross juniors - Champion d'Europe de cyclo-cross juniors - Champion de Grande-Bretagne de cyclo-cross juniors - Coupe du monde juniors #4, Namur - Coupe du monde juniors #7, Hoogerheide - Trophée des AP Assurances juniors #3, Hoogerheide - Superprestige juniors #2, Zonhoven - GP d'Hasselt, Hasselt - 3e du classement général de la Coupe du monde juniors - 2017-2018 - Champion de Grande-Bretagne de cyclo-cross espoirs - Vainqueur de la Coupe du monde espoirs - Coupe du monde de cyclo-cross espoirs #1, Coxyde - Coupe du monde de cyclo-cross espoirs #2, Bogense - Coupe du monde de cyclo-cross espoirs #6, Namur - Coupe du monde de cyclo-cross espoirs #7, Heusden-Zolder - Superprestige espoirs #3, Boom - Superprestige espoirs #5, Gavere - Superprestige espoirs #6, Diegem - Superprestige espoirs #8, Middelkerke - Trophée des AP Assurances espoirs #2, Oudenaarde - National Trophy Series #2, Abergavenny - Médaillé d'argent du championnat d'Europe de cyclo-cross espoirs - 2018-2019 - Champion du monde de cyclo-cross espoirs - Champion d'Europe de cyclo-cross espoirs - Champion de Grande-Bretagne de cyclo-cross - Vainqueur de la Coupe du monde espoirs - Coupe du monde de cyclo-cross espoirs #2, Tábor - Coupe du monde de cyclo-cross espoirs #3, Coxyde - Coupe du monde de cyclo-cross espoirs #4, Namur - Coupe du monde de cyclo-cross espoirs #8, Pont-Château - Trophée des AP Assurances espoirs #8, Lille - Classement général du Superprestige espoirs | - 2019-2020 - Champion de Grande-Bretagne de cyclo-cross - Classement général du Superprestige espoirs - Médaillé d'argent du championnat du monde de cyclo-cross - 8e du championnat d'Europe de cyclo-cross - 2020-2021 - Superprestige #6, Gavere - 4e du championnat du monde de cyclo-cross - 2021-2022 - Champion du monde de cyclo-cross - Coupe du monde de cyclo-cross #11, Rucphen - Coupe du monde de cyclo-cross #14, Hulst - Hexia cyclocross Gullegem, Wevelgem - 2022-2023 - X²O Badkamers Trofee #2, Courtrai - Superprestige #4, Boom - 2023-2024 - Coupe du monde de cyclo-cross #8, Namur |  |

### Palmarès sur route

#### Amateur
| - 2016 - La Philippe Gilbert Juniors - Bath Junior Road Race - 3e et 5e étapes du Tour du Pays de Galles juniors - 3e et 4e (contre-la-montre) étapes de l'Acht van Bladel - 2e de l'Acht van Bladel - 2017 - Champion du monde du contre-la-montre juniors - Champion de Grande-Bretagne du critérium - Cadence Junior Race - Paris-Roubaix juniors - 2e étape de l'Isle of Man Junior Tour - 4e étape de l'Acht van Bladel (contre-la-montre) - Barnsley Grand Prix - Tour du Pays de Galles juniors : - Classement général - 1re (contre-la-montre) et 5e étapes - Grand Prix Rüebliland : - Classement général - 3e étape (contre-la-montre) - 2e de l'Isle of Man Junior Tour - 2e d'Aubel-Thimister-La Gleize - 3e de l'Acht van Bladel | - 2018 - Klondike Grand Prix - Barnsley Grand Prix - 2e du Skipton Grand Prix - 2e du championnat de Grande-Bretagne du critérium - 3e du championnat de Grande-Bretagne du contre-la-montre espoirs - 2019 - 2e étape (b) du Triptyque des Monts et Châteaux - Paris-Roubaix espoirs - Tour Alsace : - Classement général - 2e étape - 2e du Lincoln Grand Prix - 2e de l'Otley Grand Prix - 3e du Triptyque des Monts et Châteaux - Médaillé de bronze du championnat du monde sur route espoirs - 2020 - Tour d'Italie espoirs : - Classement général - 4e, 7e et 8e étapes - 4e du championnat d'Europe du contre-la-montre espoirs |  |

#### Professionnel
| - 2021 - Flèche brabançonne - 2e de l'Amstel Gold Race - 3e de Kuurne-Bruxelles-Kuurne - 5e des Strade Bianche - 6e de la Flèche wallonne - 6e du championnat du monde sur route - 2022 - 12e étape du Tour de France - 2e du Tour de Grande-Bretagne - 3e d'À travers les Flandres - 2023 - 4e étape du Tour de l'Algarve - Strade Bianche - 2e de Liège-Bastogne-Liège - 3e de l'Amstel Gold Race - 5e du Circuit Het Nieuwsblad - 2024 - Amstel Gold Race - 2e du Tour d'Émilie - 4e des Strade Bianche - 6e du Tour de Suisse - 8e du Circuit Het Nieuwsblad - 9e de Tirreno-Adriatico - 10e de Liège-Bastogne-Liège | - 2025 - AlUla Tour : - Classement général - 2e et 4e étapes - 2e étape du Tour d'Andalousie - 3e étape de l'Arctic Race of Norway - 2e des Strade Bianche - 2e de l'Arctic Race of Norway - 3e du Tour d'Andalousie - 3e de la Flèche wallonne - 6e de Tirreno-Adriatico - 9e de l'Amstel Gold Race - 9e de Liège-Bastogne-Liège |  |

#### Résultats sur les grands tours

##### Tour d'Italie
1 participation
- 2025 : 16e

##### Tour de France
3 participations
- 2022 : 16e, vainqueur de la 12e étape
- 2023 : 13e
- 2024 : non-partant (14e étape)

##### Tour d'Espagne
1 participation
- 2021 : 67e

#### Classiques et grands championnats
Ce tableau présente les résultats de Tom Pidcock sur les courses d'un jour de l'UCI World Tour auxquelles il a participé, ainsi qu'aux différentes compétitions internationales.
| Légende | Légende | Légende | Légende     | Légende | Légende              | Légende | Légende       |
| ------- | ------- | ------- | ----------- | ------- | -------------------- | ------- | ------------- |
| AB      | Abandon | HD      | Hors-délais | -       | Pas de participation | ×       | Pas d'épreuve |

| Année | Circuit Het Nieuwsblad | Strade Bianche | Milan-San Remo | E3 Saxo Bank Classic | Gand-Wevelgem | À travers les Flandres | Tour des Flandres | Paris-Roubaix | Amstel Gold Race | Flèche wallonne | Liège-Bastogne-Liège | JO - course en ligne | Europe - course en ligne | Mondial - course en ligne |
| ----- | ---------------------- | -------------- | -------------- | -------------------- | ------------- | ---------------------- | ----------------- | ------------- | ---------------- | --------------- | -------------------- | -------------------- | ------------------------ | ------------------------- |
| 2020  | -                      | -              | -              | x                    | -             | x                      | -                 | -             | x                | -               | -                    | x                    | 55e                      | 42e                       |
| 2021  | 55e                    | 5e             | 15e            | 25e                  | -             | 43e                    | 41e               | -             | 2e               | 6e              | -                    | -                    | -                        | 6e                        |
| 2022  | 18e                    | -              | AB             | -                    | 67e           | 3e                     | 14e               | -             | 11e              | AB              | 103e                 | x                    | -                        | -                         |
| 2023  | 5e                     | Vainqueur      | -              | -                    | -             | 11e                    | 52e               | -             | 3e               | 18e             | 2e                   | x                    | -                        | -                         |
| 2024  | 8e                     | 4e             | 11e            | -                    | -             | -                      | -                 | 17e           | Vainqueur        | AB              | 10e                  | 13e                  | -                        | 57e                       |
| 2025  | 38e                    | 2e             |                |                      |               |                        |                   |               |                  |                 |                      | x                    |                          |                           |

#### Classements mondiaux
| Année                                 | 2018  | 2019 | 2020 | 2021 | 2022 | 2023 | 2024 |
| ------------------------------------- | ----- | ---- | ---- | ---- | ---- | ---- | ---- |
| Classement mondial                    | 1110e | 314e | 495e | 33e  | 76e  | 28e  | 30e  |
| UCI Europe Tour                       | 697e  | 259e | 406e | 29e  | 64e  | 24e  | 24e  |
|                                       |       |      |      |      |      |      |      |
| Légende : nc = non classéSource : UCI |       |      |      |      |      |      |      |

### Palmarès en VTT

#### Jeux olympiques
- Tokyo 2020
  -  Champion olympique de cross-country
- Paris 2024
  -  Champion olympique de cross-country

#### Championnats du monde
- Leogang 2020
  -  Champion du monde de cross-country à assistance électrique
  -  Champion du monde de cross-country espoirs
- Les Gets 2022
  - 4e du cross-country
- Glasgow 2023
  -  Champion du monde de cross-country
  -  Médaillé de bronze du cross-country short track
- Pal Arinsal 2024
  -  Médaillé de bronze du cross-country

#### Coupe du monde
- Coupe du monde de cross-country espoirs
  - 2020 : pas de classement général, vainqueur de 2 manches
- Coupe du monde de cross-country élites
  - 2021 : 18e du classement général, vainqueur d'une manche
  - 2022 : 24e du classement général, vainqueur de 2 manches
  - 2023 : 9e du classement général, vainqueur de 2 manches
  - 2024 : 23e du classement général, vainqueur de 2 manches
  - 2025 : vainqueur d'une manche
- Coupe du monde de cross country short track
  - 2023 : 20e du classement général, vainqueur d'une manche
  - 2024 : 25e du classement général, vainqueur d'une manche

#### Championnats d'Europe
- Munich 2022 
  -  Champion d'Europe de cross-country
- Melgaço 2025 
  -  Champion d'Europe de cross-country

#### Championnats de Grande-Bretagne
- 2019
  -  Champion de Grande-Bretagne de cross-country espoirs

### Palmarès sur piste
- 2017
  -  Champion de Grande-Bretagne du scratch juniors